# Silver Star Mountain (Okanogan County, Washington)
Der Silver Star Mountain ist ein Berg im Okanogan County im US-Bundesstaat Washington. Der Berg ist Teil der Kaskadenkette. Er wurde erstmals 1926 von Lage Wernstedt bestiegen.

## Geographie
Der Gipfelgrat des Silver Star besteht aus einem langen Grat von Spitzen (den „Wine Spires“ [engl. „spire“ = Spitze]), die zum Hauptgipfel führen. Der Berg wird vom Highway 20 aus als steile zerklüftete Wand wahrgenommen. Die Gletscher an der Nordseite reichen gerade bis unterhalb der Gratlinie. Der einfachste Aufstieg erfolgt über die mäßig vergletscherte Nordseite über den Silver Star Creek.
Der Silver Star Mountain steht im Einzugsgebiet des Methow River, welcher in den vom Wells Dam gebildeten Stausee Lake Pateros am Columbia River entwässert. Die West- und die Nordseite des Silver Star entwässern in den Early Winters Creek, danach in den Methow River. Die Südostseite entwässert in den Cedar Creek, anschließend in den Early Winters Creek.

## Aufstiegsrouten

### Ost-Gipfel
- Silver Star Glacier – YDS: 3–4
- Ost-Grat und -Vorsprung – YDS: 5,8; Grad III
- Südostflanke und Ost-Grad – YDS: 4–5; Grad II

### West-Gipfel
- Südwest-Pfeiler – YDS: 4
- West-Pfeiler – YDS: 5,8; A1; Grad III
- Nordost-Grat – YDS: 5,9; Grad III
- Gato Negro – YDS: 5,10d
- Silver Star Glacier – YDS: 4